# Miagrammopes simus
Miagrammopes simus là một loài nhện trong họ Uloboridae.
Loài này thuộc chi Miagrammopes. Miagrammopes simus được Ralph Vary Chamberlin & Wilton Ivie miêu tả năm 1936.